# Via dell'Arco dei Tolomei
Via dell'Arco dei Tolomei är en gata i Trastevere i Rom. Gatan löper från Piazza in Piscinula till Via dei Salumi. Gatan är uppkallad efter den under 1500-talet i Rom tongivande familjen Tolomei.
Arco dei Tolomei åsyftar en gatubåge, uppförd under medeltiden.

## Omgivningar
- San Benedetto in Piscinula
- Santa Maria della Luce
- Sant'Andrea dei Vascellari

## Bilder
| - Arco dei Tolomei, målning av Ettore Roesler Franz. |